# Ruizia parviflora
Ruizia parviflora ist eine seltene Pflanzenart aus der Gattung Ruizia innerhalb der Familie der Malvengewächse. Ihre Verbreitung ist auf kleine Areale am Corps de Garde und am Mt. Laporte auf Mauritius beschränkt.

## Beschreibung
Ruizia parviflora ist ein dichtverzweigter, niedriger Strauch, der Wuchshöhen von 3 Metern erreicht. Die Rinde hat einen schuppenartigen Überzug, der viel dünner ist als bei Ruizia uniflora und Ruizia triflora. Die länglichen, ganzrandigen Laubblätter sind 2,5 bis 3,8 cm lang. Der Blattgrund ist ziemlich abgerundet. Die Blattoberseite ist stumpf und rau, die Blattunterseite schuppig. Die Blattstiele sind 6 mm lang. 
Die aufgerichtete Blütenstandsachse trägt drei weiße bis blassrosa Blüten. Die Blütenform ist trichterförmig. Die lanzettlichen, dicht beschuppten Kelchblätter sind 6,3 bis 7,6 mm lang. Die Kronblätter sind breit und nicht länger als die Kelchblätter. Die Staubblätter sind sehr kurz. Die zehn Staubbeutel werden nicht vom Staminodium überragt. Der Fruchtknoten ist kugelförmig und dicht beschuppt. Die Blütezeit reicht von Mai bis Juli. Der Blütennektar ist gelb. An den Zweigen sind grüne Früchte in Dreiergruppen angeordnet. 

## Status
Ruizia parviflora kam in der Vergangenheit in den dichten Wäldern bei Montagne-Ory vor. Nachdem diese Art 1863 vom Botaniker Philip Burnard Ayres zuletzt gesammelt wurde, galt sie lange als verschollen, bis im April 2001 63 Exemplare von einem mauritischen Botanikerteam unter der Leitung von Vincent Florens und Jean-Claude Sevathian an einem steinigen Abhang des Corps de Garde sechs Kilometer vom ursprünglichen Fundort entfernt, wiederentdeckt wurden. Im Juni 2009 wurde ein weiteres Exemplar am Mt. Laporte gefunden.
Ursprünglich nahm man an, dass die Samen von Ruizia parviflora von Affen und Ratten gefressen wurden und diese Art dadurch ausgerottet wurde. Als größte Bedrohung gelten Waldbrände und Erdrutsche. Derzeit gibt es Bestrebungen, Triebe und Samen durch In-situ-Vermehrung in anderen Regionen von Mauritius anzusiedeln.